# Чемпионат России по боксу 2003
Чемпионат России по боксу 2003 года проходил в Ульяновске с 3 по 9 мая.

## Медалисты
| Весовая категория | Золото                                  | Серебро                               | Бронза                                                      |
| ----------------- | --------------------------------------- | ------------------------------------- | ----------------------------------------------------------- |
| до 48 кг          | Сергей Казаков Ульяновск                | Давид Айрапетян Ставрополь            | Александр Афанасьев Ульяновск Максим Махинин Ханты-Мансийск |
| до 51 кг          | Георгий Балакшин Якутия, Ханты-Мансийск | Бато-Мунко Ванкеев Якутия             | Казбек Дежухаров Москва Алексей Тараторкин Ханты-Мансийск   |
| до 54 кг          | Геннадий Ковалёв Челябинск              | Максим Халиков Челябинск              | Афанасий Поскачин Якутия Александр Комаренко Ханты-Мансийск |
| до 57 кг          | Алексей Тищенко Омск                    | Раимкуль Малахбеков Калмыкия, Рязань  | Сергей Пулькевич Хабаровск Алексей Шайдулин Калининград     |
| до 60 кг          | Мурат Храчев Москва                     | Вячеслав Власов Красноярск            | Евгений Путилов Ханты-Мансийск Хабиб Аллахвердиев Дагестан  |
| до 64 кг          | Александр Малетин Ханты-Мансийск        | Айдын Гасанов Дагестан                | Константин Чурилов Хабаровск Александр Леонов Москва        |
| до 69 кг          | Олег Саитов Самара                      | Андрей Мишин Московская область       | Тимур Гайдалов Дагестан Батраз Баскаев Москва               |
| до 75 кг          | Матвей Коробов Москва                   | Гайдарбек Гайдарбеков Дагестан        | Георгий Непомнящий Хабаровск Денис Царюк Санкт-Петербург    |
| до 81 кг          | Евгений Макаренко Ханты-Мансийск        | Михаил Гала Пермь                     | Абукар Дзангиев Ростов-на-Дону Денис Черныш Москва          |
| до 91 кг          | Александр Алексеев Самара               | Роман Романчук Москва                 | Игорь Алборов Москва Алексей Мамонтов Хабаровск             |
| свыше 91 кг       | Алексей Лезин Ульяновск                 | Александр Поветкин Московская область | Валерий Чеченев Красноярск Ислам Тимурзиев Ингушетия        |